# 바랑카베르메하

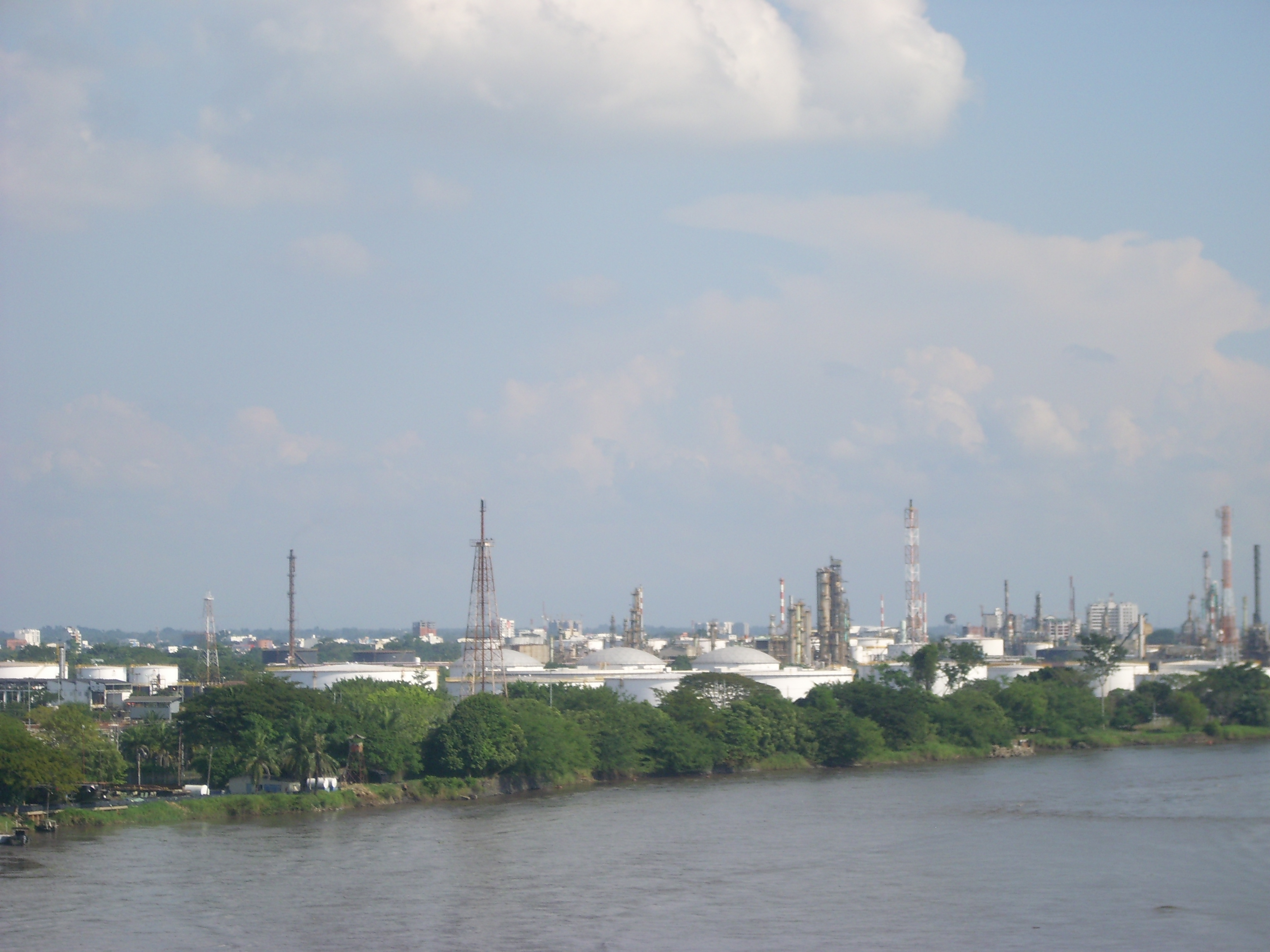

바랑카베르메하(스페인어: Barrancabermeja)는 콜롬비아 산탄데르주의 도시로 면적은 1,154km2, 높이는 75m, 인구는 320,000명(2010년 기준), 인구 밀도는 200명/km2이다. 콜롬비아의 석유 산업의 중심 도시이다.